# Juice (mjukvara)
Juice är en fri programvara som kan ladda ner program avsedda att avlyssnas på en bärbar mp3-spelare.